# Liahona

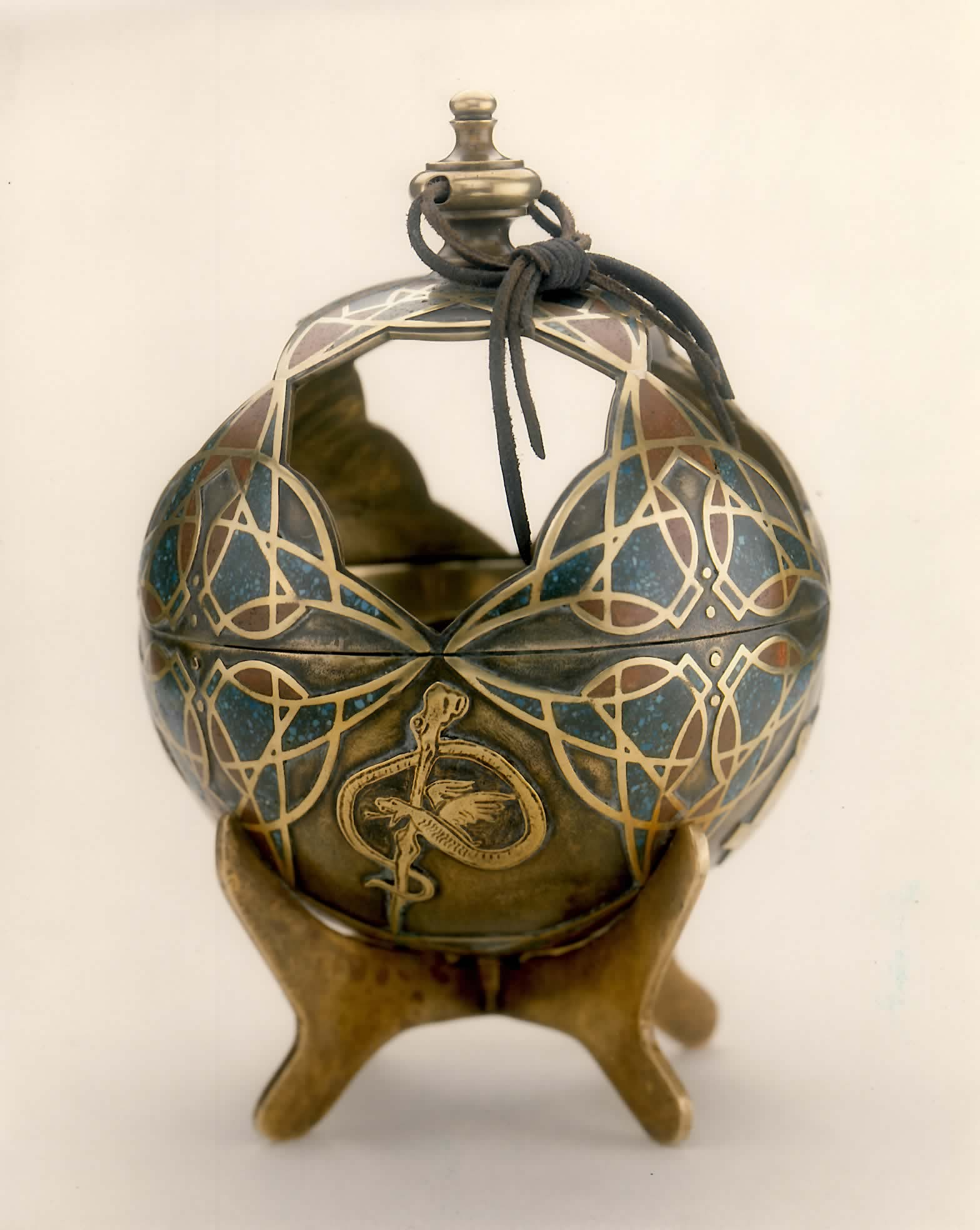
Reconstitution du Liahona.

Le Liahona est un objet figurant dans le Livre de Mormon. C'est une boule d'airain contenant deux aiguilles qui donnaient la direction - comme un compas - et aussi des instructions spirituelles à Léhi et à ceux qui étaient avec lui lorsqu'ils étaient justes (1 Néphi:16:10). La boule fonctionnait selon la foi et la diligence (1 Néphi 16:28-29).  Dieu fournit le Liahona et donna des instructions par son intermédiaire.
Le Liahona est aussi le nom du magazine mensuel de l'Église de Jésus-Christ des saints des derniers jours.